# Eduard Billeter

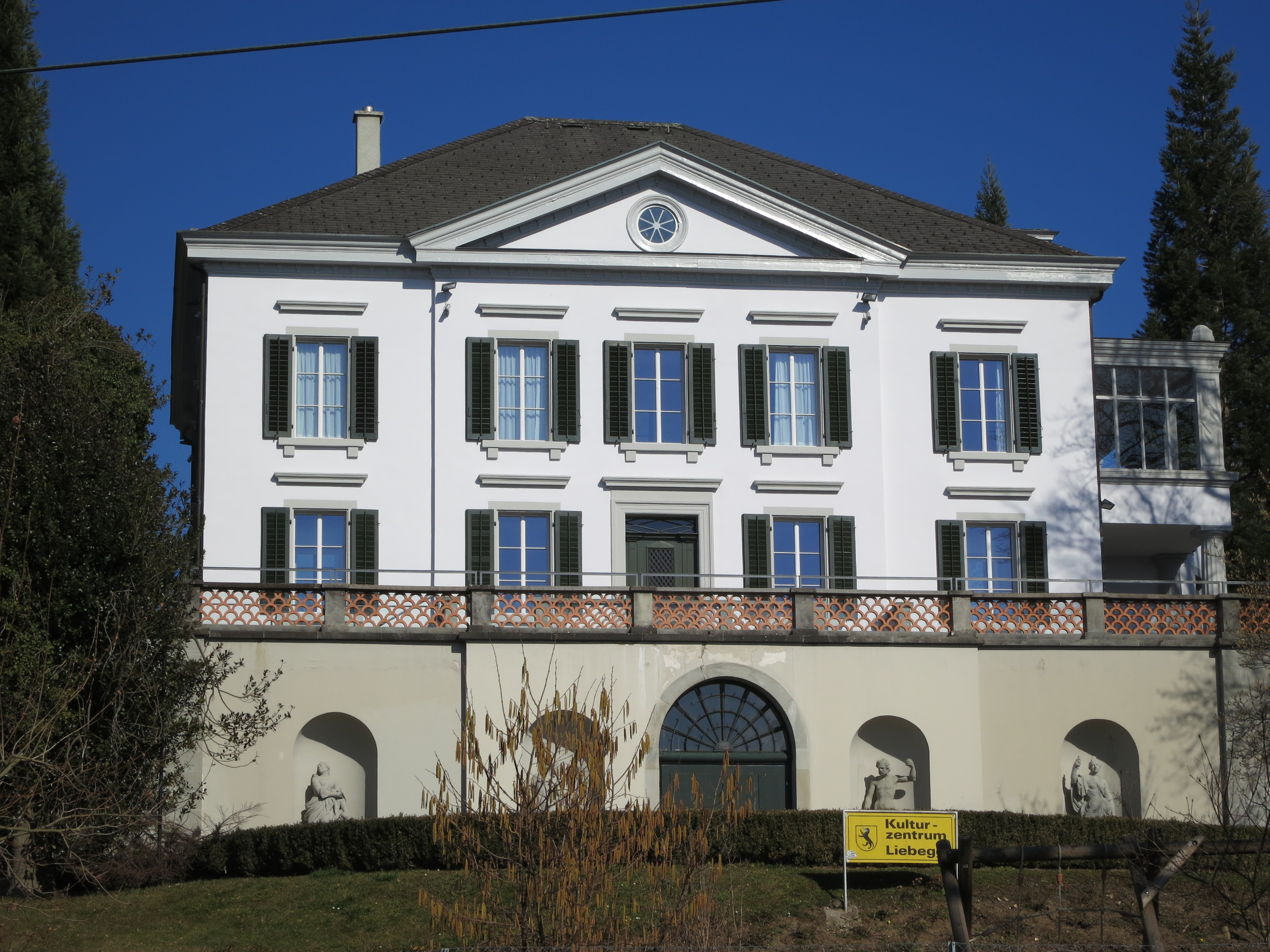
Villa Liebegg in Männedorf, Wohnhaus von Eduard Billeter

Eduard Billeter (* 16. Dezember 1808 in Männedorf; † 21. Juni 1865) war ein Schweizer Schulrat und Politiker. 

## Biografie
Eduard Billeter entstammt einem alten Geschlecht aus Männedorf, das bereits im 14. Jahrhundert in Ötikon bei Stäfa nachgewiesen wurde. Sein Vater war Baumwollfabrikant.
Er war 1846 bis 1850 Mitglied des Erziehungsrats des Kantons Zürich. Von 1847 bis 1860 gehörte er auch als Liberaler dem Grossrat an, von 1848 bis 1852 dem Regierungsrat an. Im Jahre 1851 war Billeter Finanzdirektor.
Billeter bewohnte die 1853 für ihn an der Alten Landstrasse 220 in Männedorf erbaute Villa Liebegg.